# 世古
世古（せこ）とは、伊勢神宮周辺の方言で、街なかの狭い路地のこと。かつては南北に通る小道のみを世古と呼んだが、やがて東西の小道も世古と呼ぶようになり、のちに町名に発展した。
類似の地域名称に、愛知県半田市亀崎地区の狭い路地を意味する「セコ道」がある。

## 概要
伊勢神宮外宮の鳥居前町である山田の街では、参宮街道が東西に伸び、街道に対して南北に延びる路地を世古と呼んでいる。世古は単なる通路にとどまらず、通りをはさんだ両側の住人の生活の場であり、世古が住民のコミュニティの単位となっていた。山田にはかつて130の世古があった。外宮北側にある大世古町は町内にかつて存在した「大世古」が由来であり、小字にもその地の世古名が残っている。
山田の東北に隣接している河崎は、勢田川の河運を利用した問屋の町であったが、各商家が川岸から蔵に荷物を運ぶ自前の世古を所有していた。内宮では、神宮西側を南北に流れる五十鈴川と、同じく南北に延びる三重県道12号伊勢南勢線の間のおかげ横丁周辺の東西に走る路地が世古と呼ばれている。
世古は近年「観光資源」として見直されており、代表的な世古にはかつての位置を示した石標が建てられている。また伊勢志摩空間快適向上整備計画が世古巡りのパンフレット『山田のまち「世古」散策絵図』を作成し現地で配布している。このパンフレットは三重県のサイトにも掲載されている。

## 由来
世古の語源には諸説ある。
1. 世古は迫（さこ）に通じ、両側から迫った細道を意味する[1]。
2. 「せ」は「狭い」、「こ」は「処」（ところ）であり、すなわち、狭い処を意味する[1]。

## 代表的な世古
かつて山田には130の世古があったが、現在、入り口に世古名を示す石標が建てられている世古は22本存在する。
- 河崎世古：伊勢本街道と伊勢街道の合流点から河崎に向かう世古。河崎へ往く道という説と、河崎薫という人物が住んでいたという異説がある。
- 阿弥陀世古：伊勢市筋向橋近くにあり、徳川家康の側室蓮華院（お梅の方）ゆかりの梅香寺へ通じる。
- 松之世古：伊勢慶友病院跡地西側にある世古。国学者荒木田久老邸跡に通じる。
- 長之世古：もともとは、家の墓があったため「家之世古」とした。墓が移転したので名前を「長」と改めた。また、長官の住まいがあったという異説もある。
- 飛木之世古： 現在の高柳商店街の中央から北に向かう世古。慶安4年の境界争いにこの世古名が記録されている。
- 御屋敷世古
- 烏帽子世古
- 竹内世古
- 主馬殿世古
- 大世古：「大世古」は現在もこの名前が町名として使用されている地域があるくらい伊勢では知られている。
- 御師世古
- 中世古：本町は江戸時代に「田中中世古町」と称していた[9]。
- 藪之世古：月夜見宮の東にあり、極楽寺世古の北にある。藪があったため、そう呼ばれたという。
- 極楽寺世古
- 専念坊世古
- 御所世古
- 矢防世古
- 藤六屋世古
- 西之世古：岩渕の最も西にある世古であることから命名された。
- 道場之世古：山田三道場の1つである「下の道場」があったことにちなむ。
- 坊之世古
- びっくり世古：江戸時代には正寿院世古（正壽院世古）という名前であったが、明治元年11月（1868年12月 - 1969年1月）に玉之小路に改称し、その後にこの通り沿いに吃驚新聞（びっくりしんぶん）が社屋を構えたことから、奇抜な新聞名にちなんで、誰ともなく「びっくり世古」と呼ぶようになったという[10]。

### ギャラリー
番号（① - ）は『山田のまち「世古」散策絵図』記載の世古の番号による。

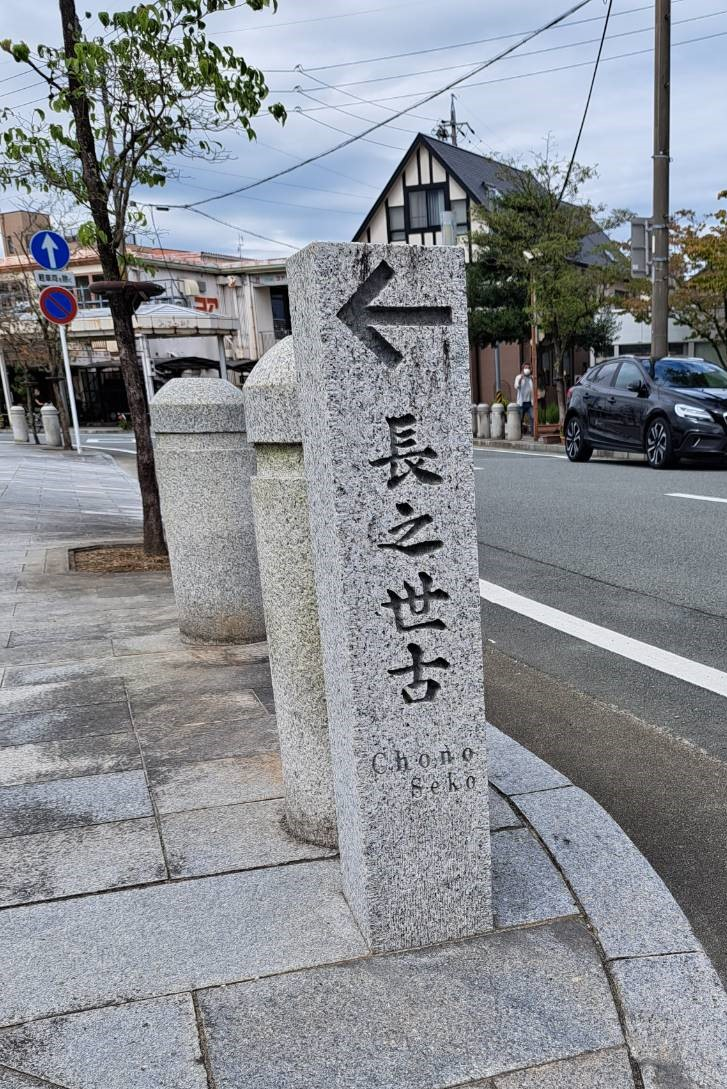
伊勢市にある長之世古
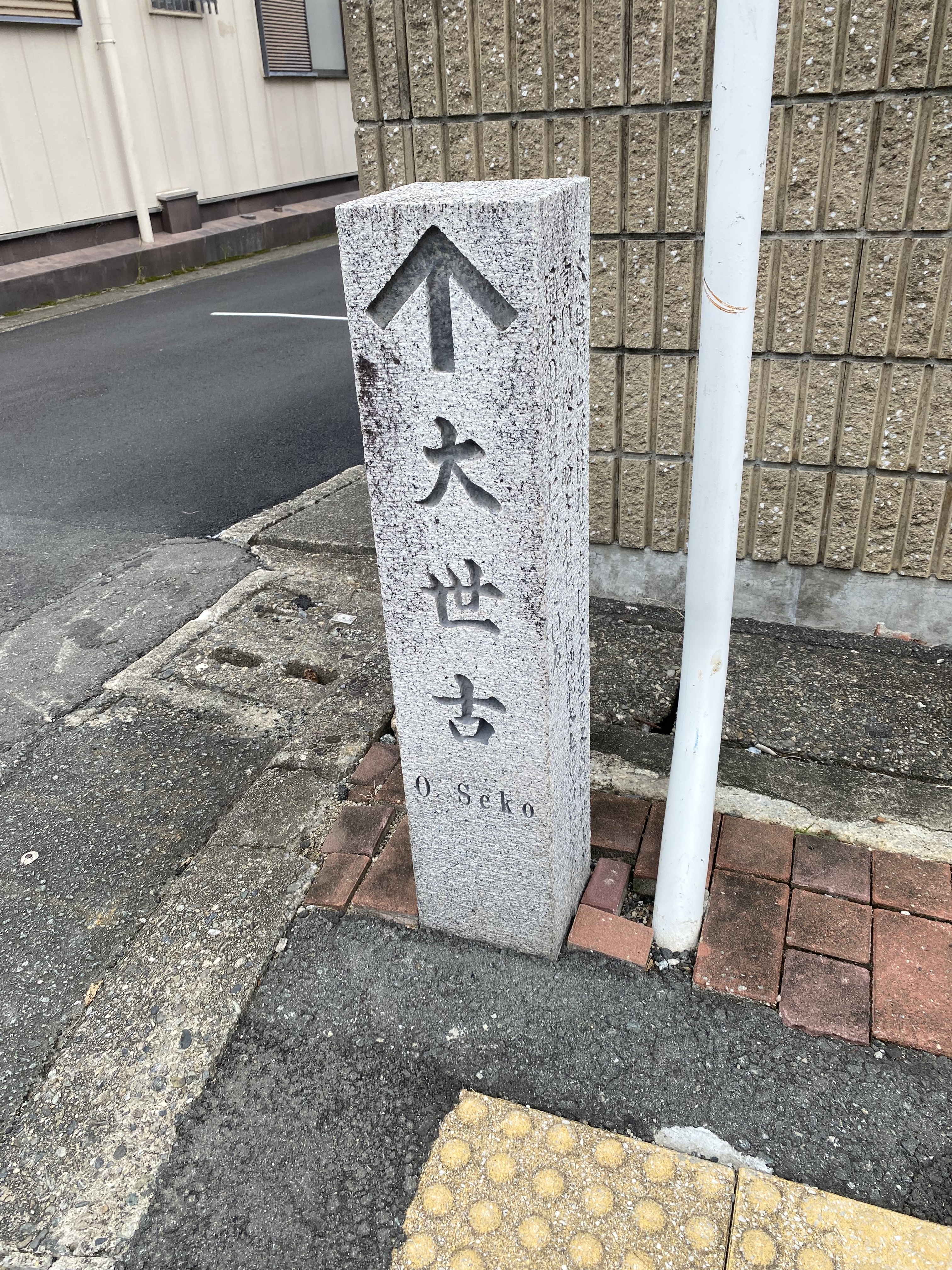
伊勢市にある大世古
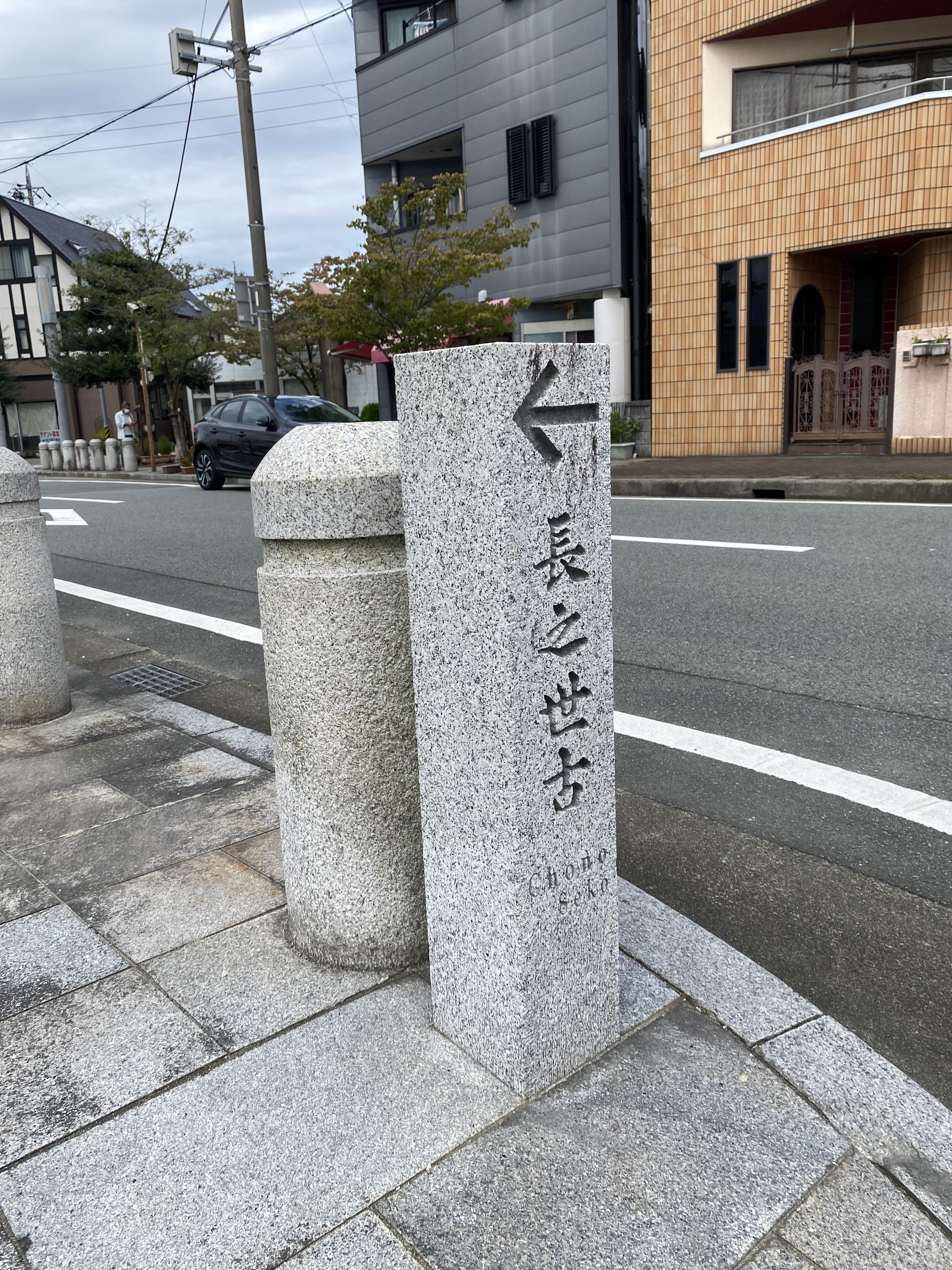
伊勢にある長之世古
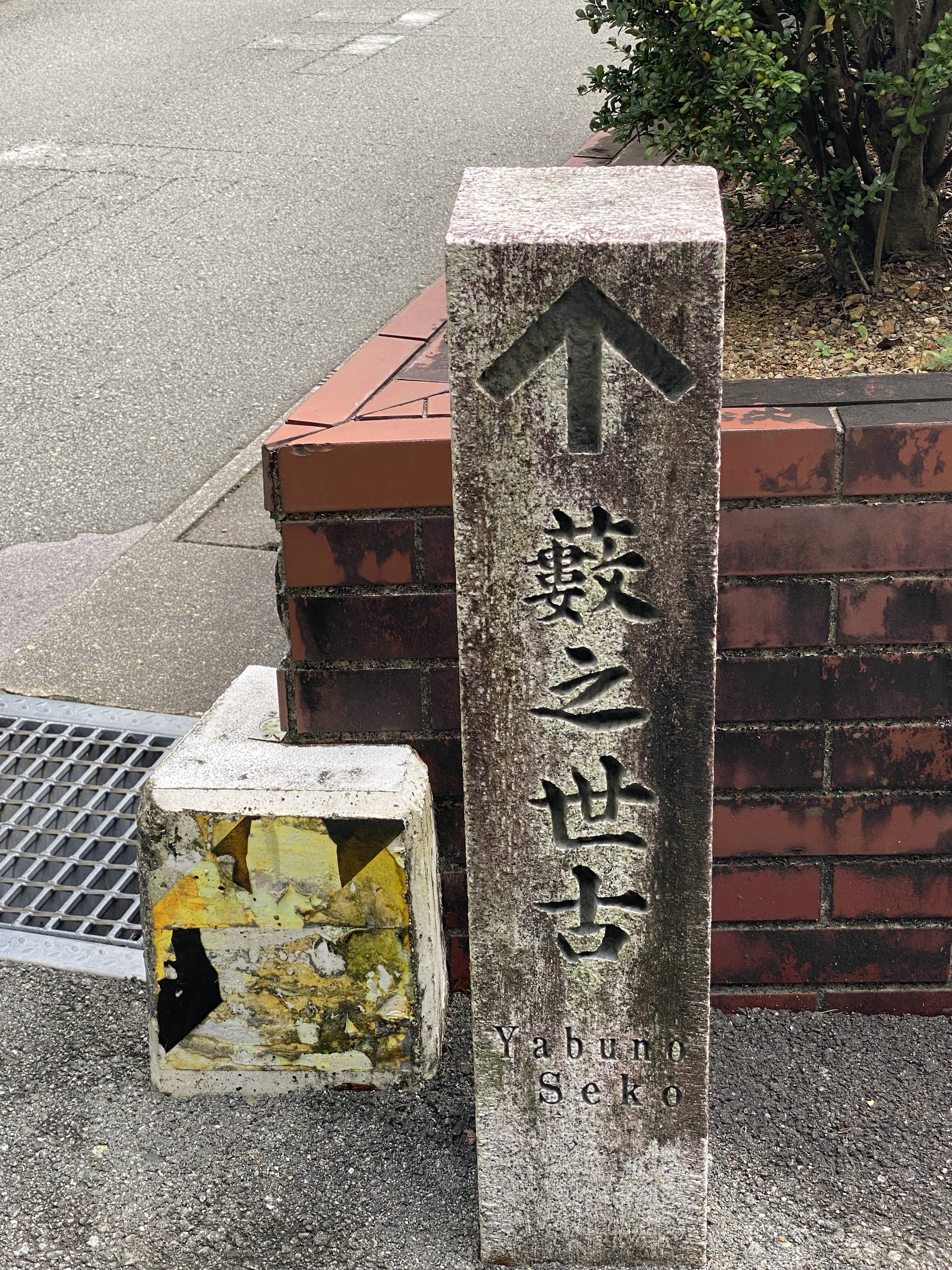
伊勢にある藪之世古
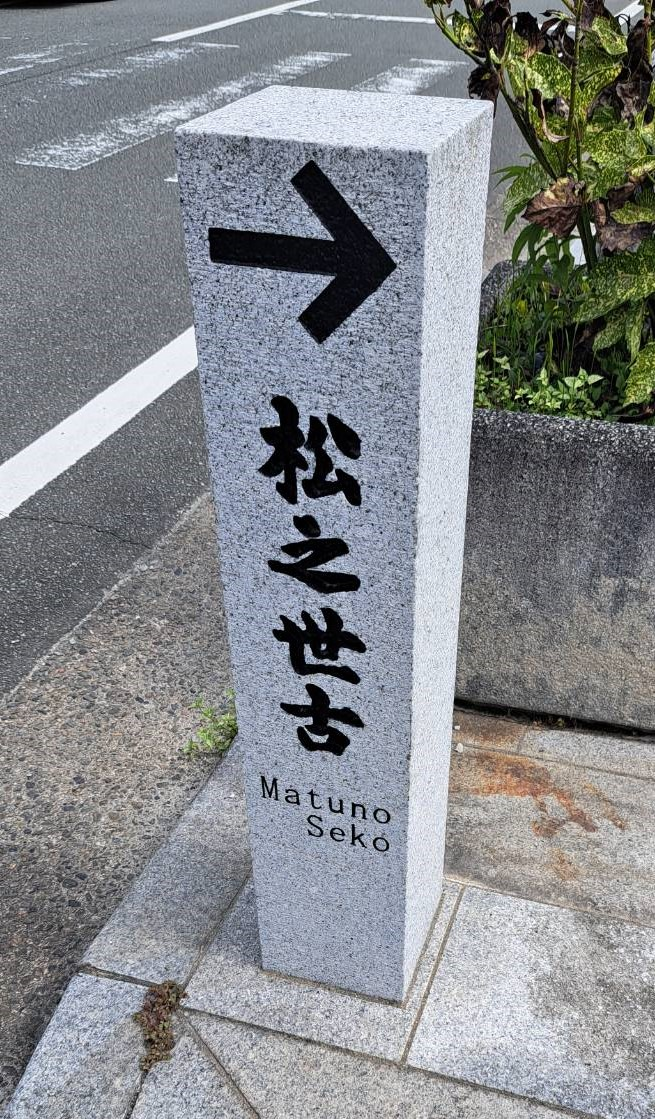
伊勢市にある松之世古
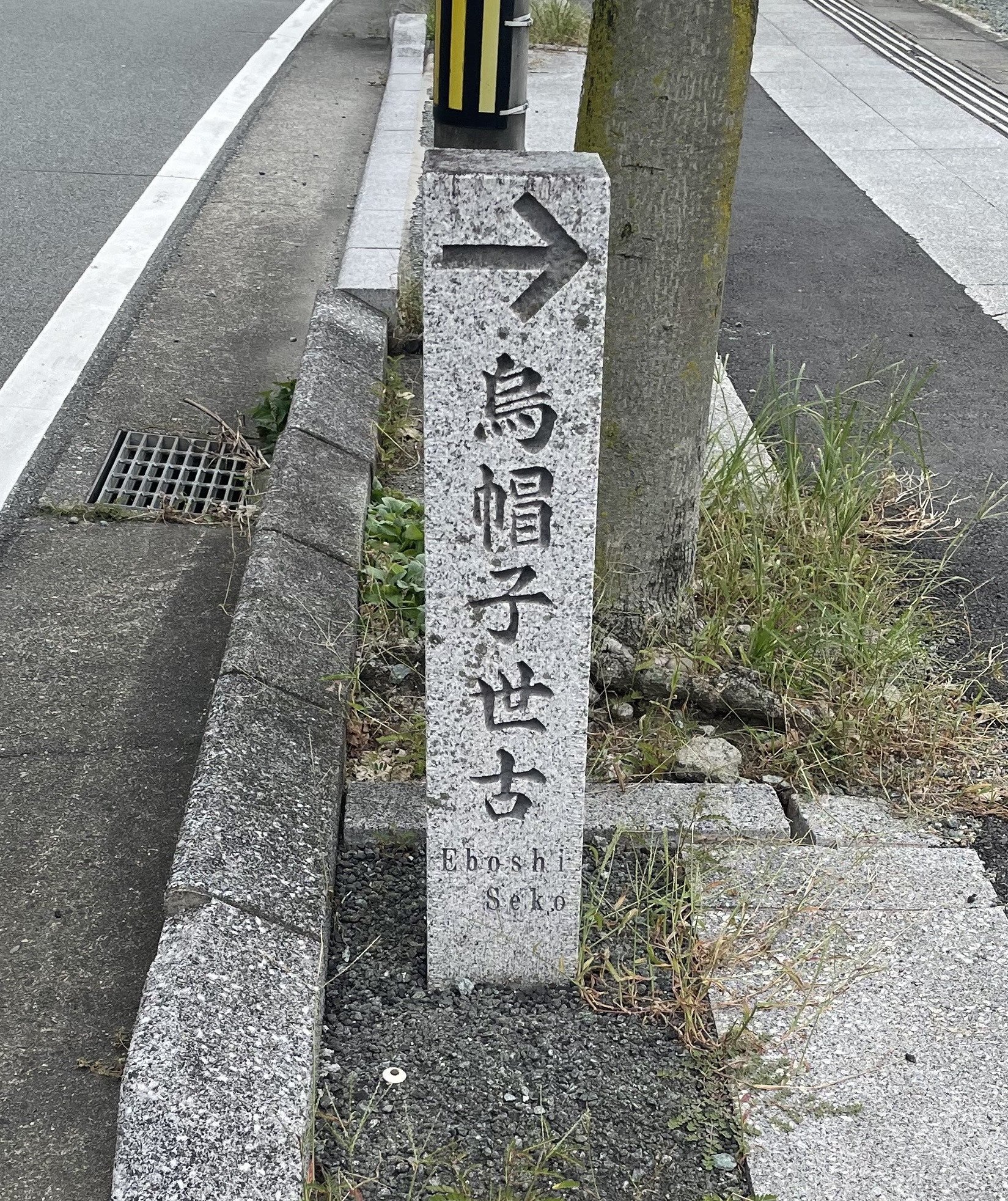
伊勢市にある烏帽子世古
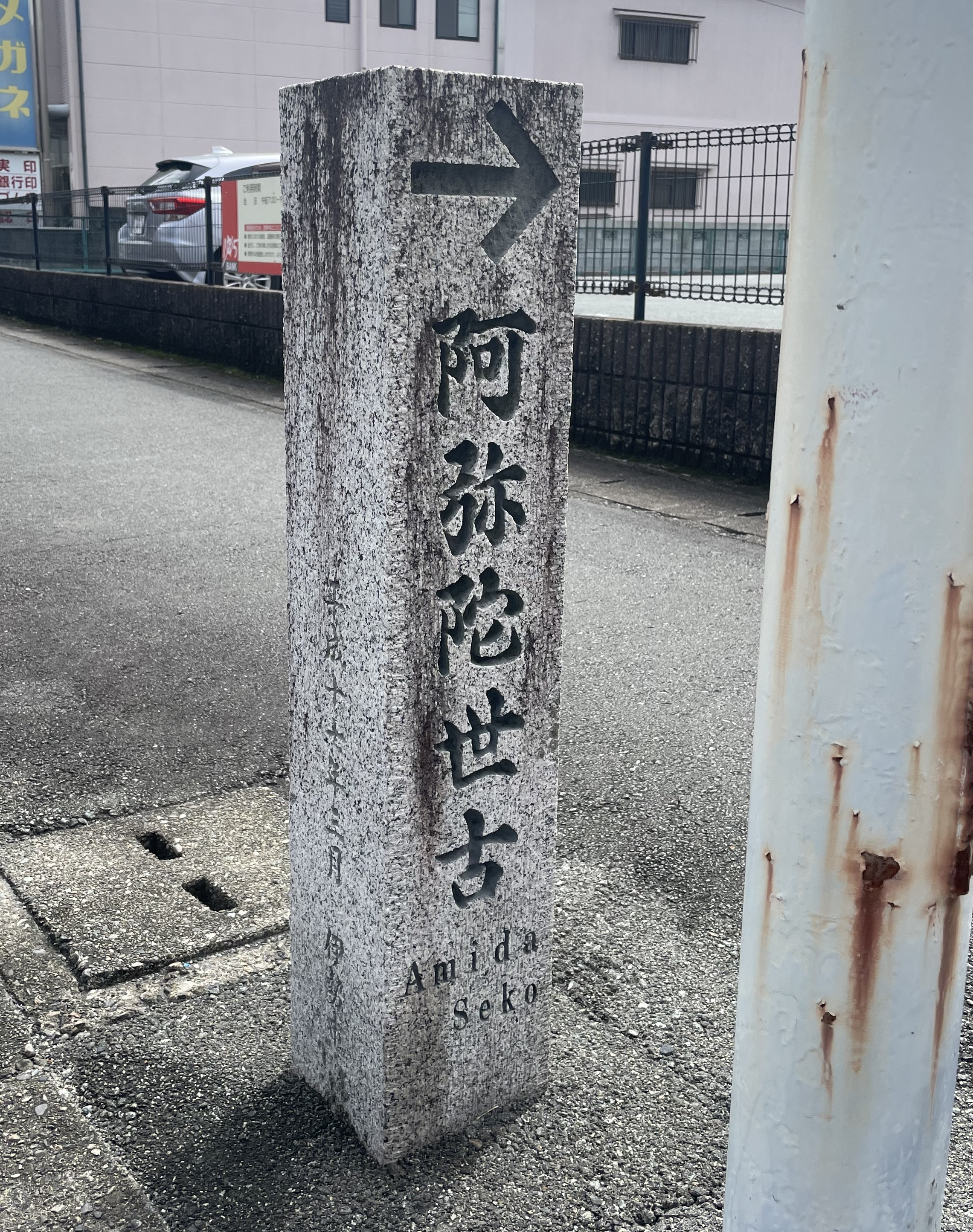
伊勢市にある阿弥陀世古
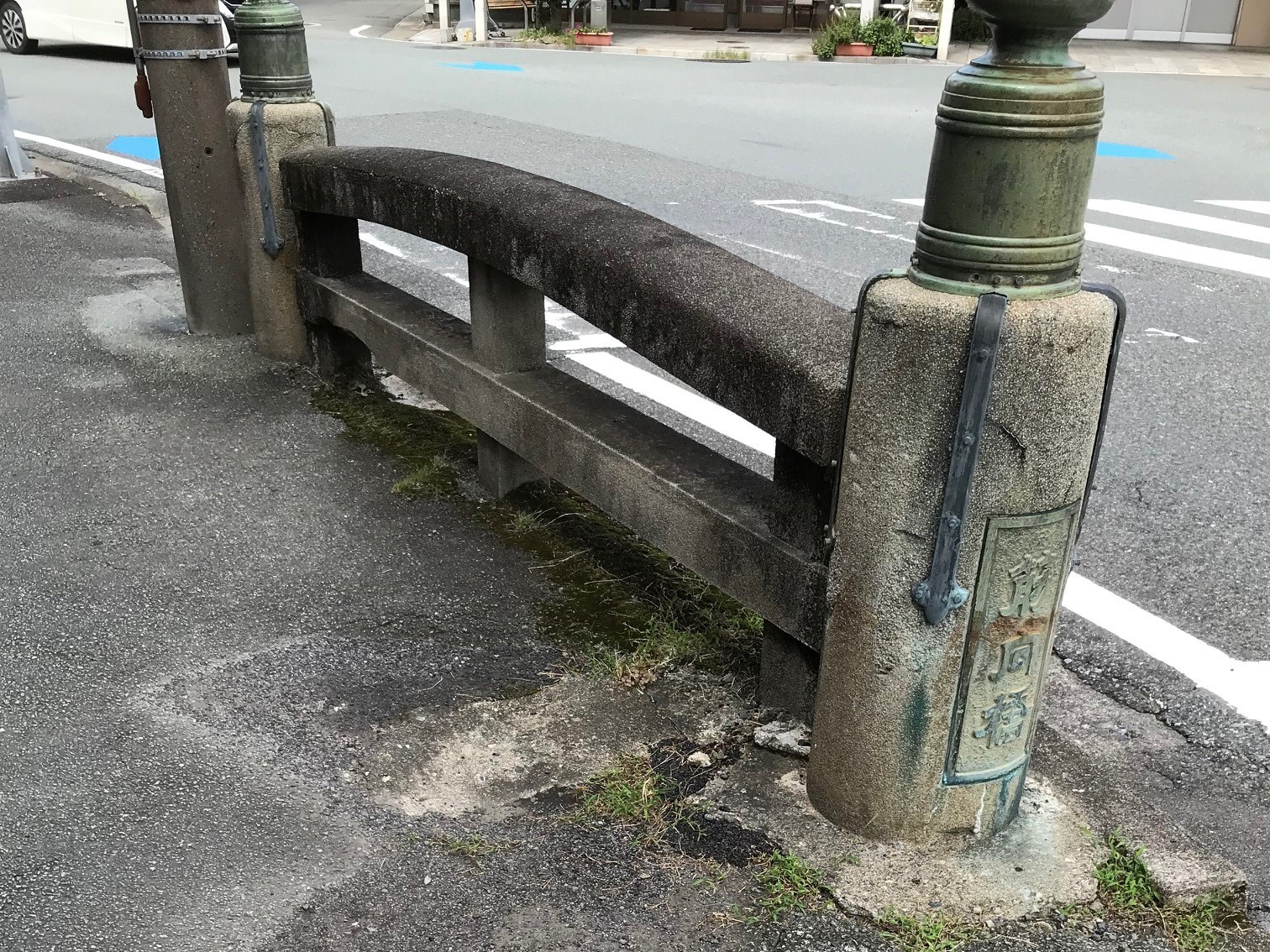
伊勢市にある参宮街道と伊勢街道の交わるところ
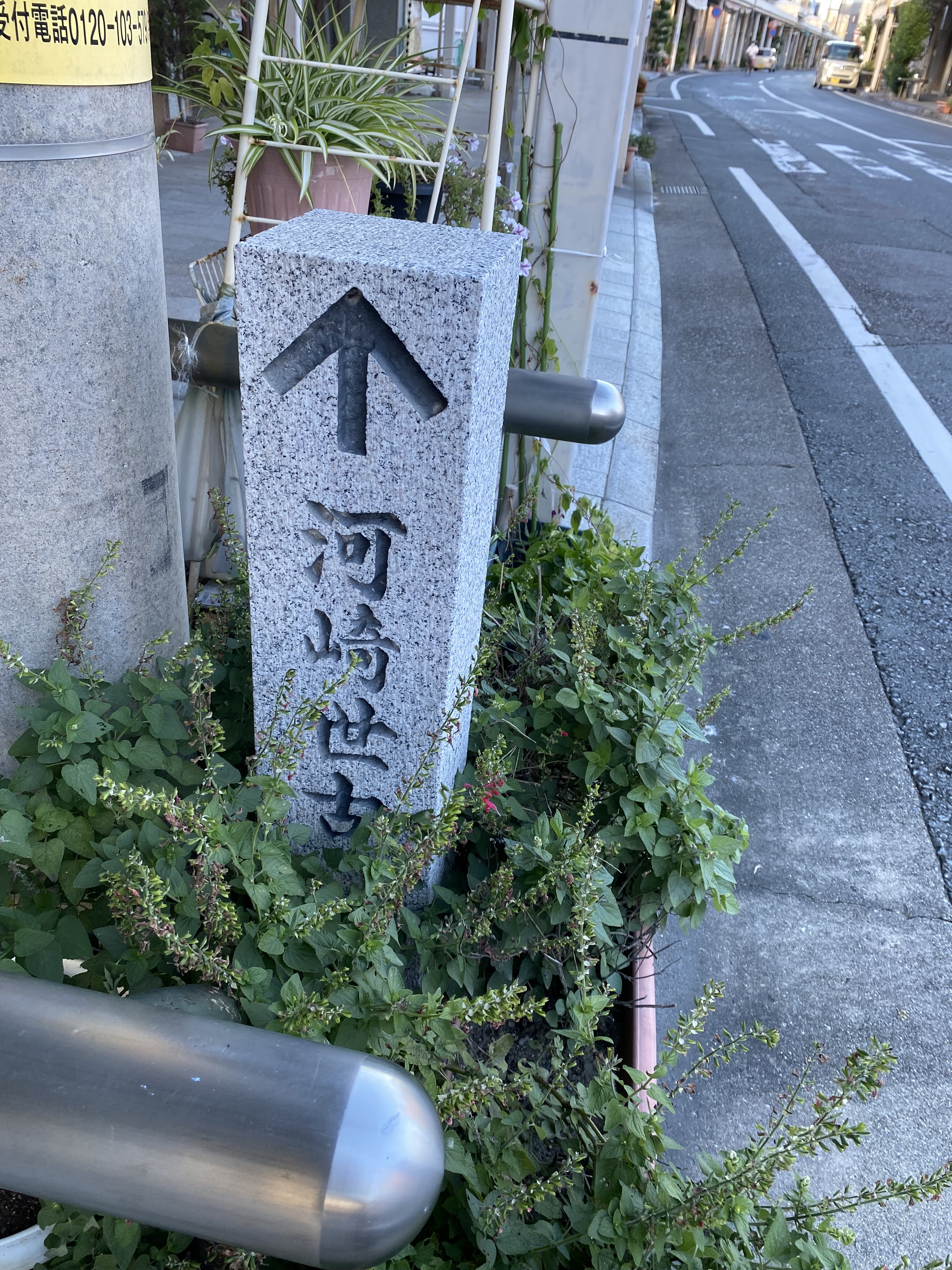
①伊勢市にある河崎世古
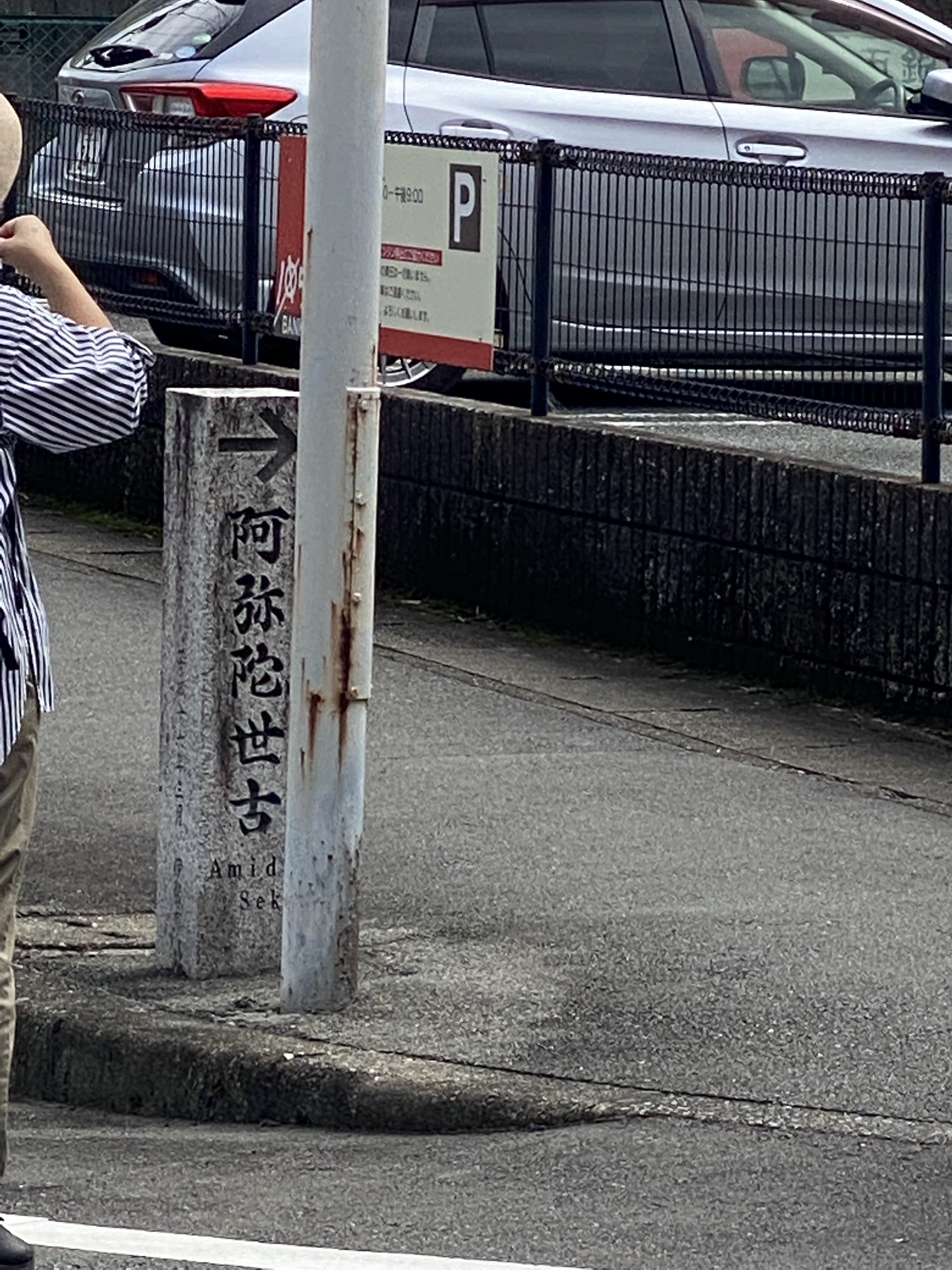
②伊勢市にある阿弥陀世古
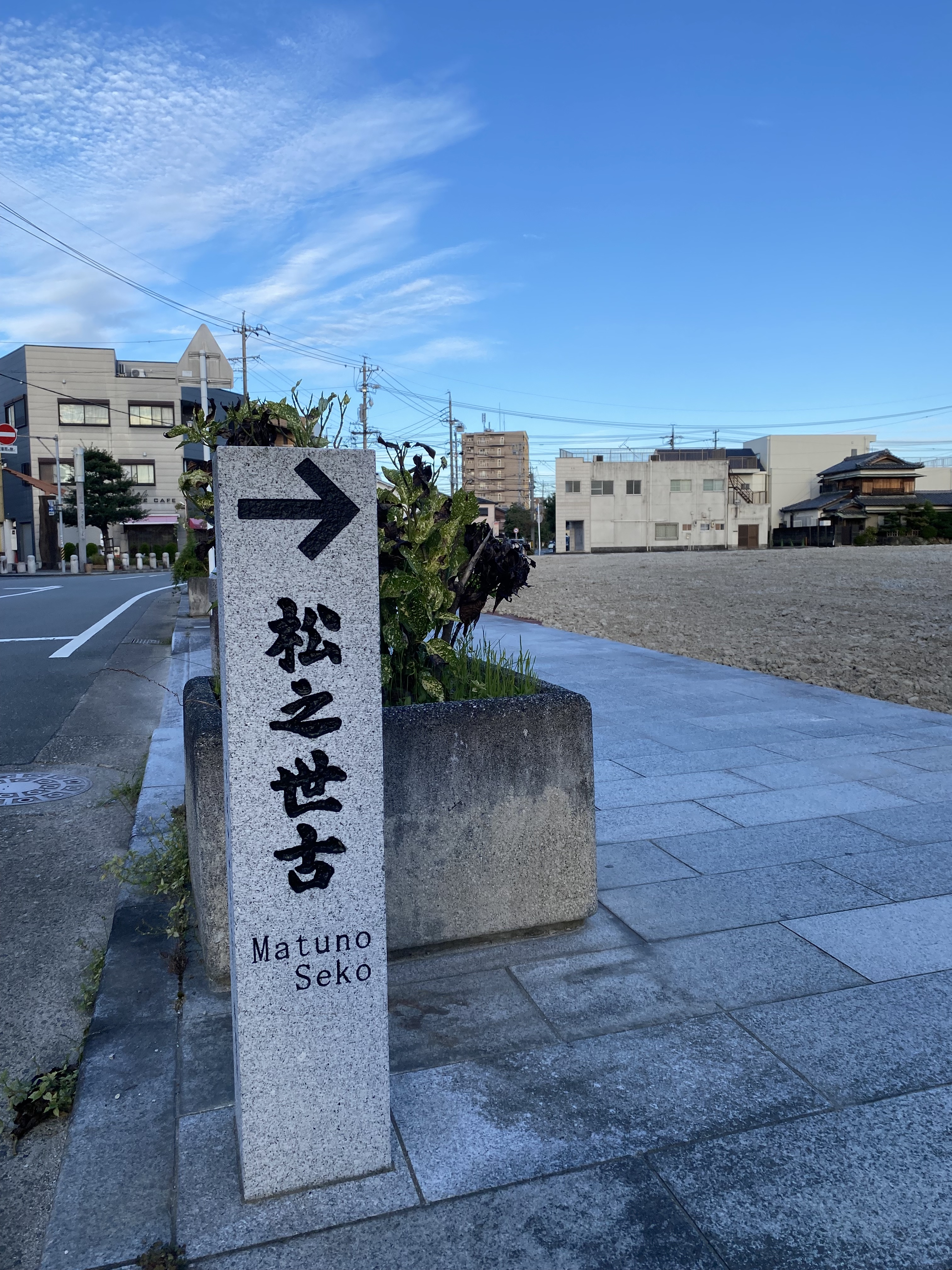
③伊勢市にある松之世古
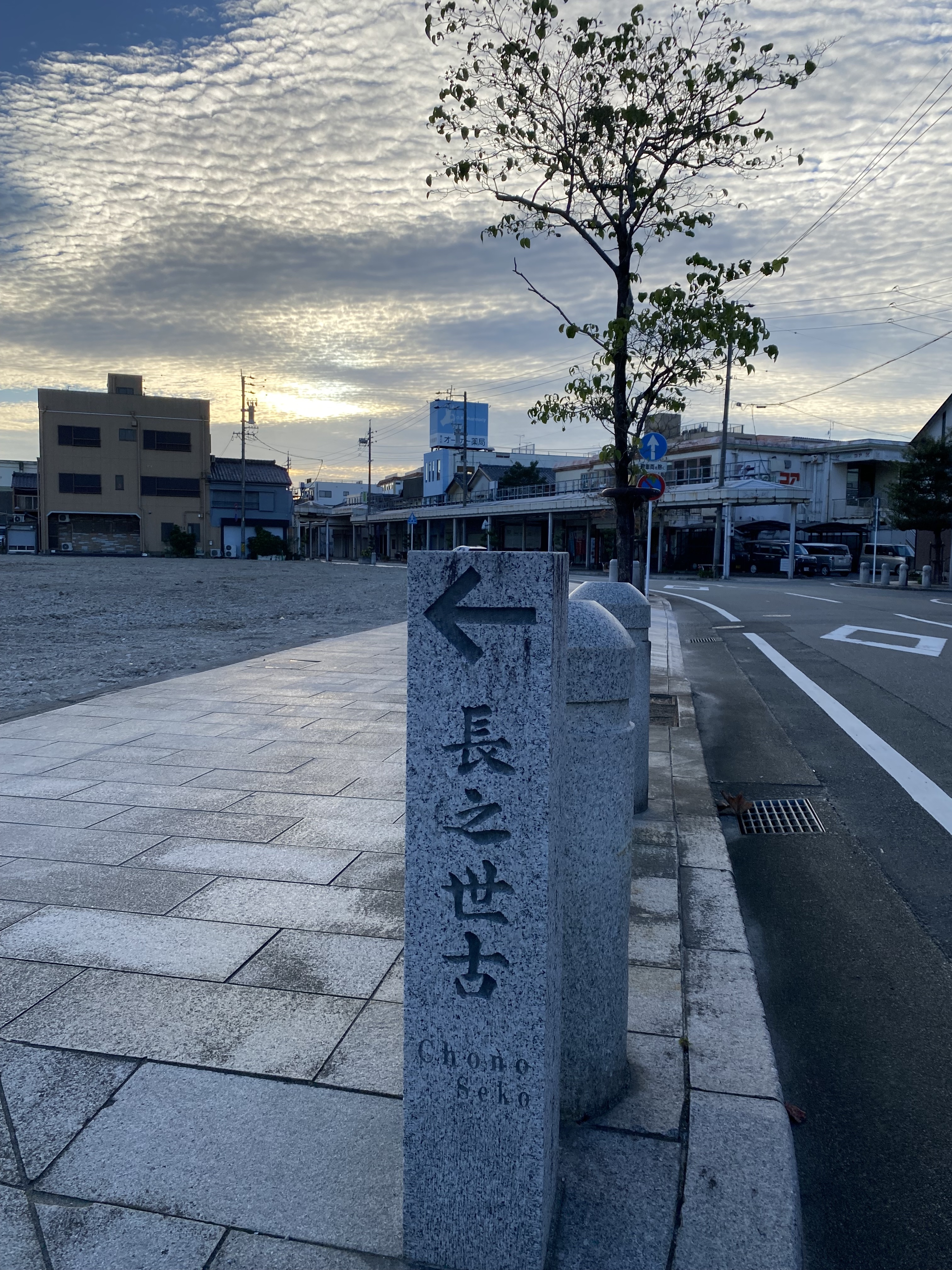
④伊勢市にある長之世古
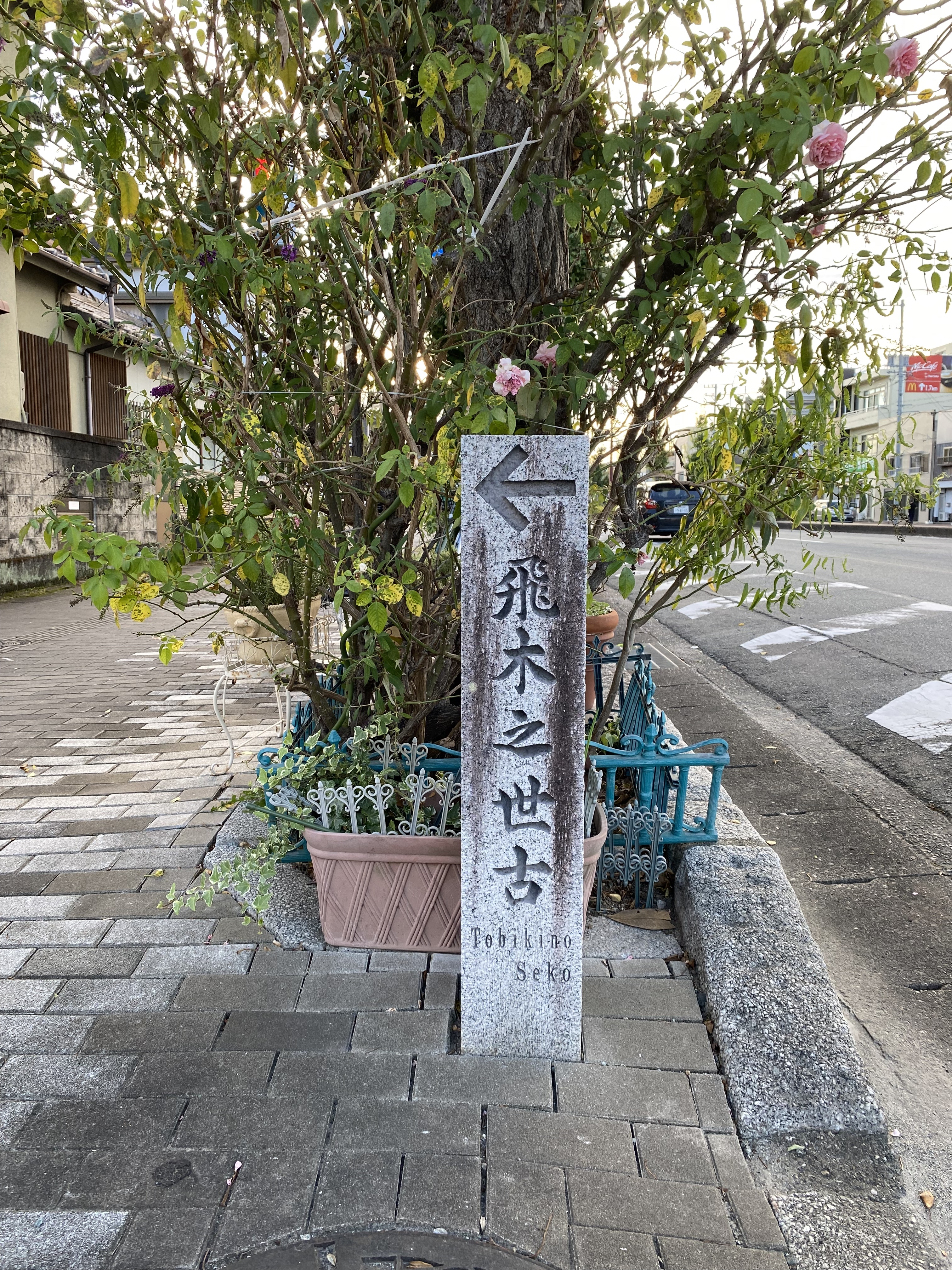
⑤伊勢市にある飛木之世古
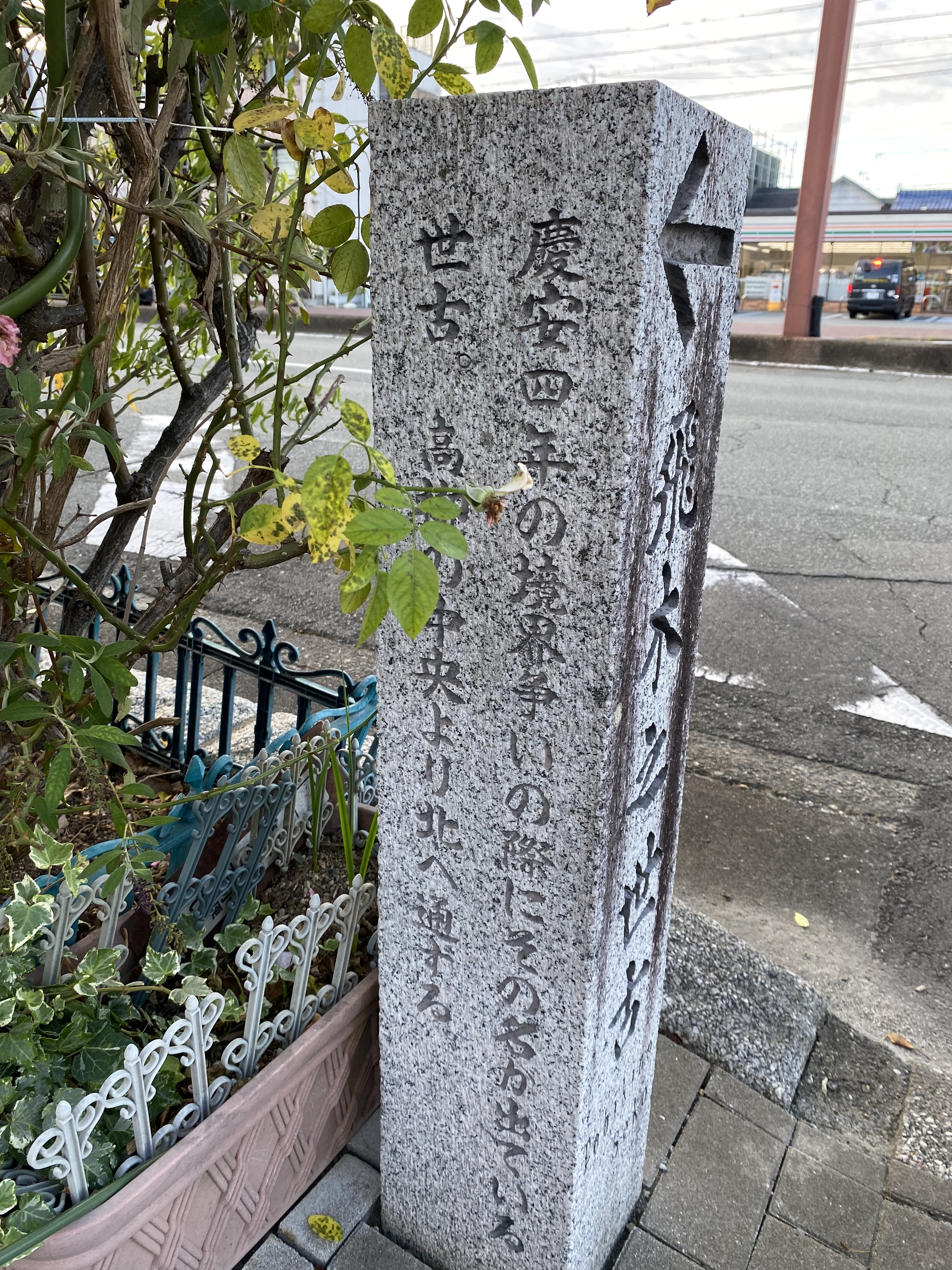
⑤伊勢市にある飛木之世古2
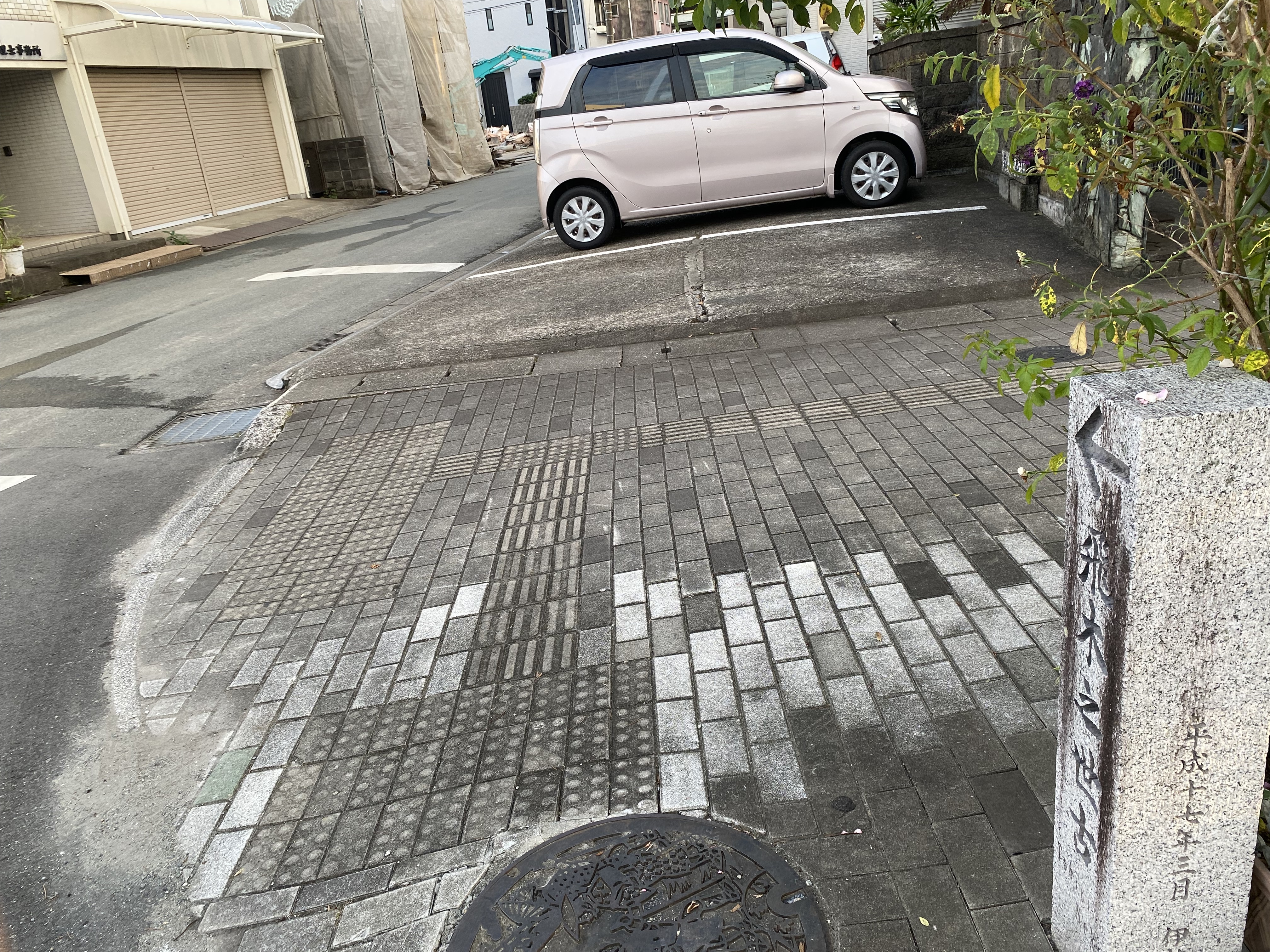
⑤伊勢市にある飛木之世古3
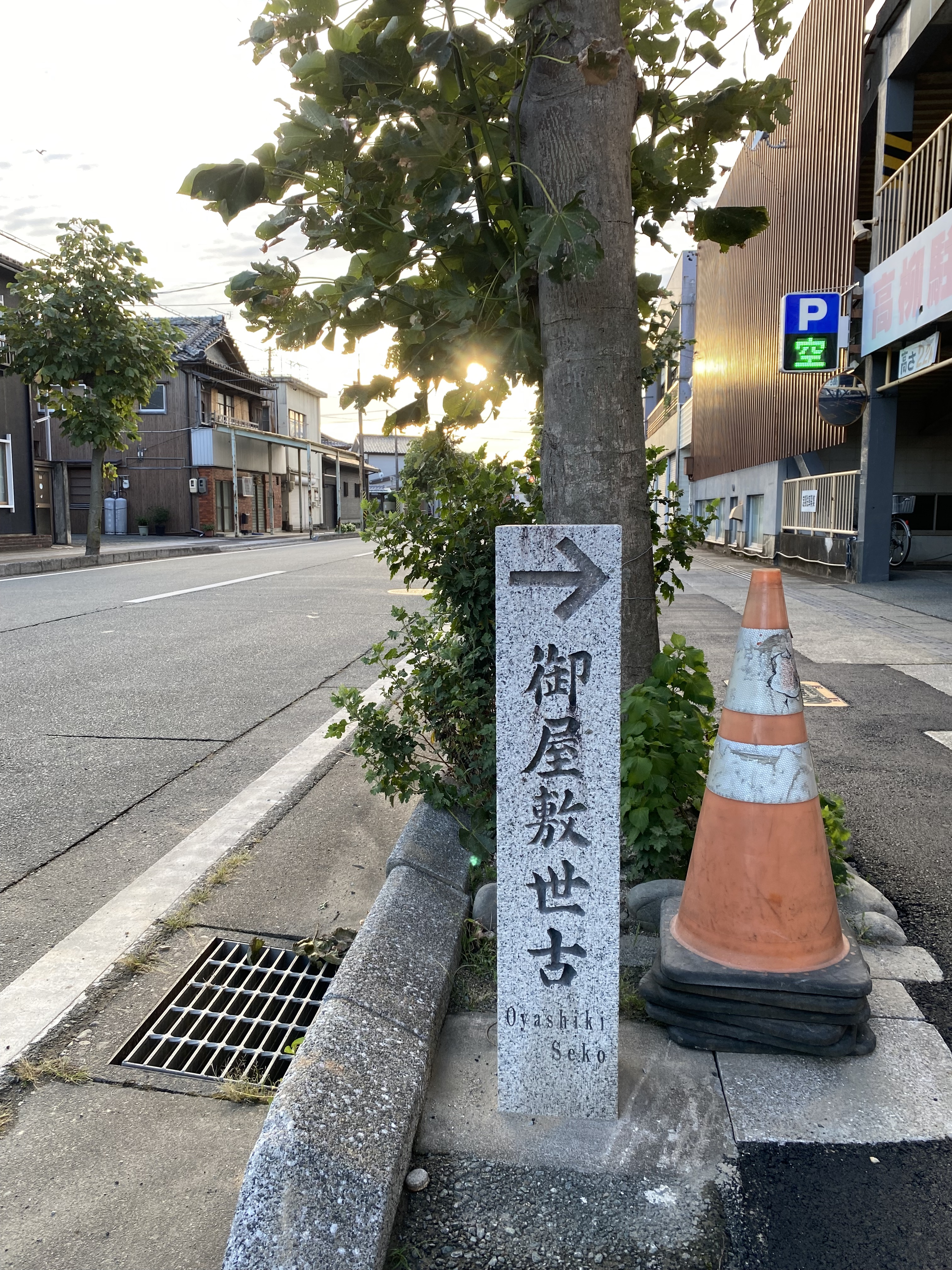
⑥伊勢市にある御屋敷世古
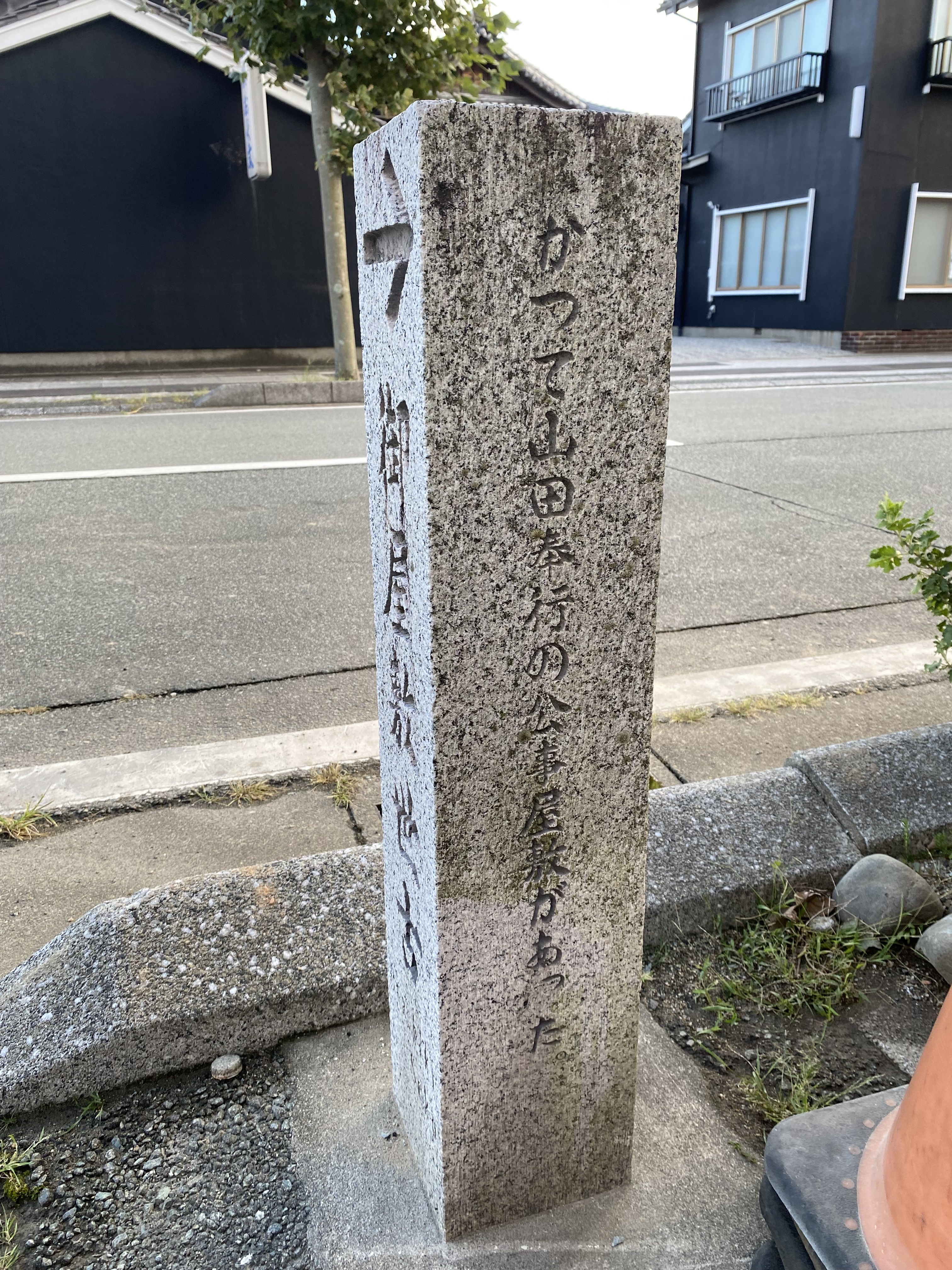
⑥伊勢市にある御屋敷世古2
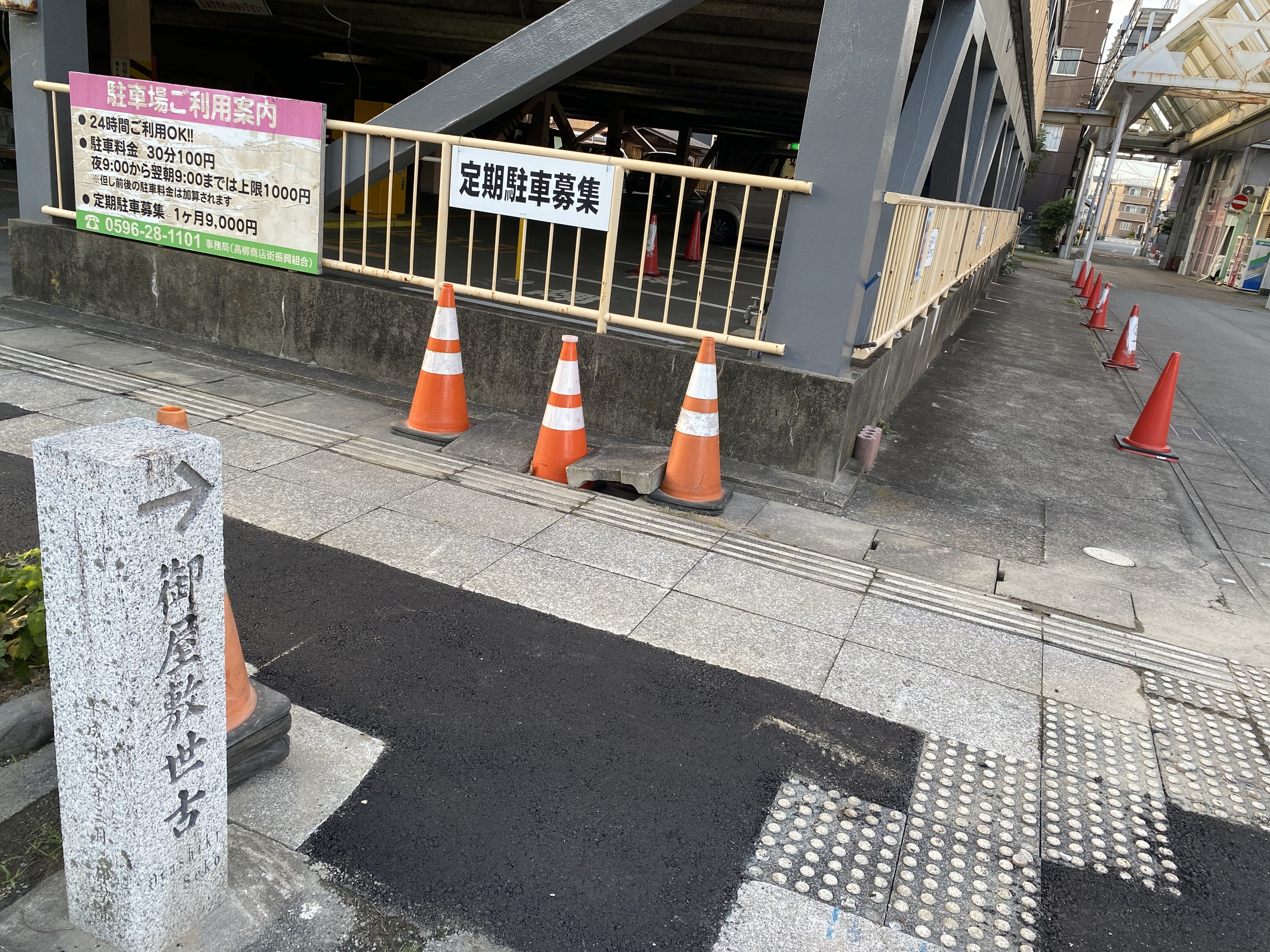
⑥伊勢市にある御屋敷世古3
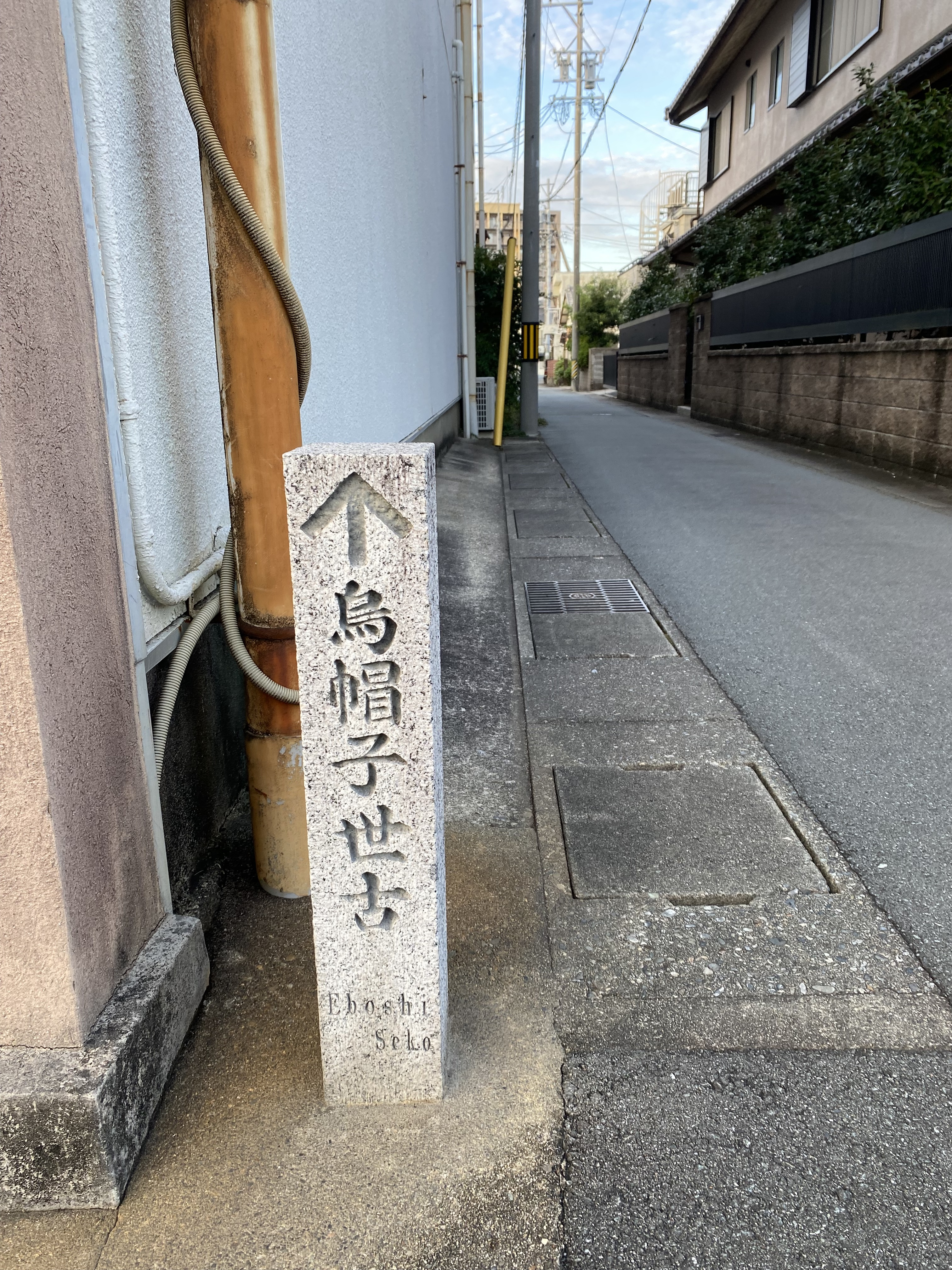
⑦伊勢市にある烏帽子世古
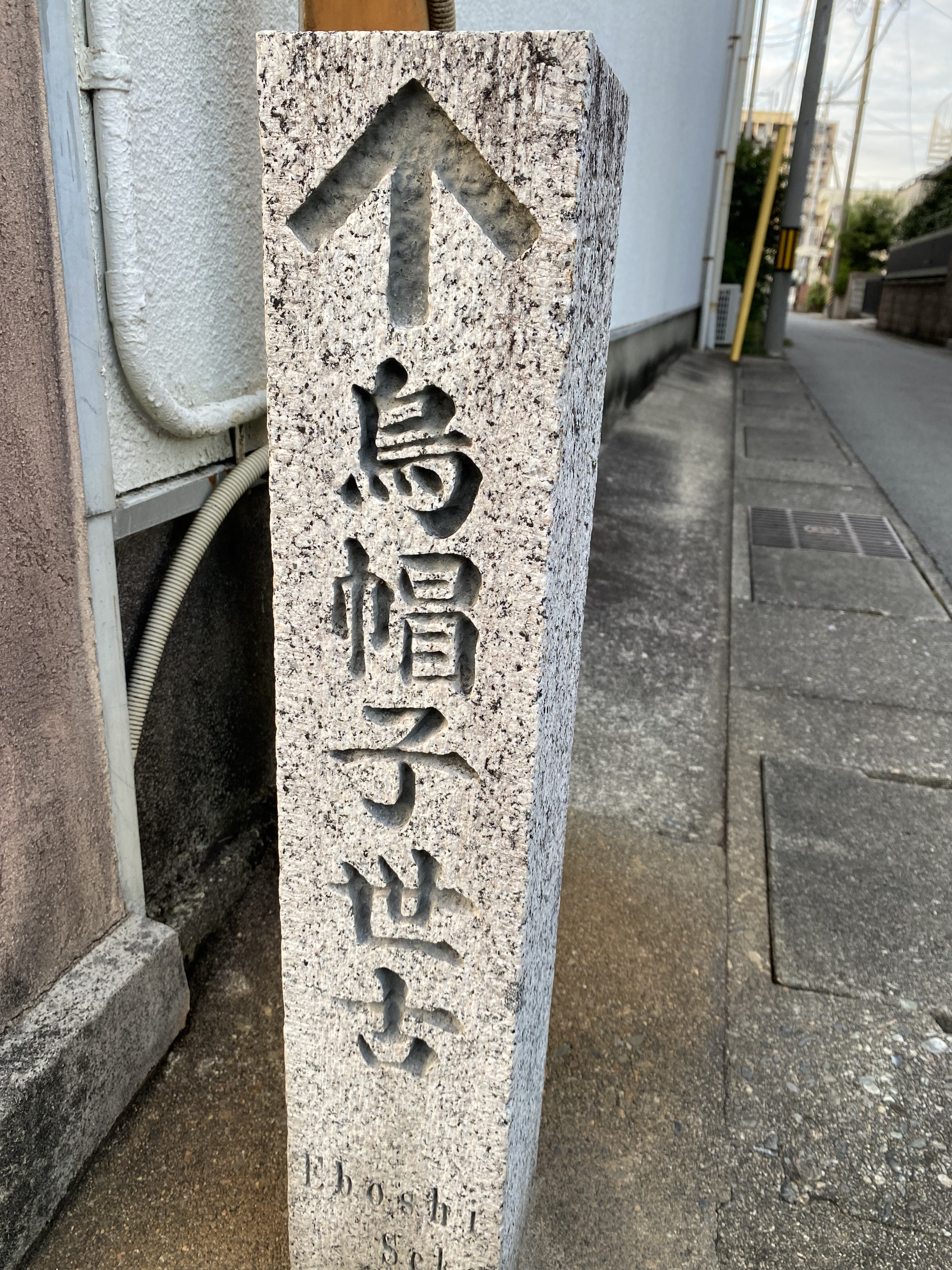
⑦伊勢市にある烏帽子世古2
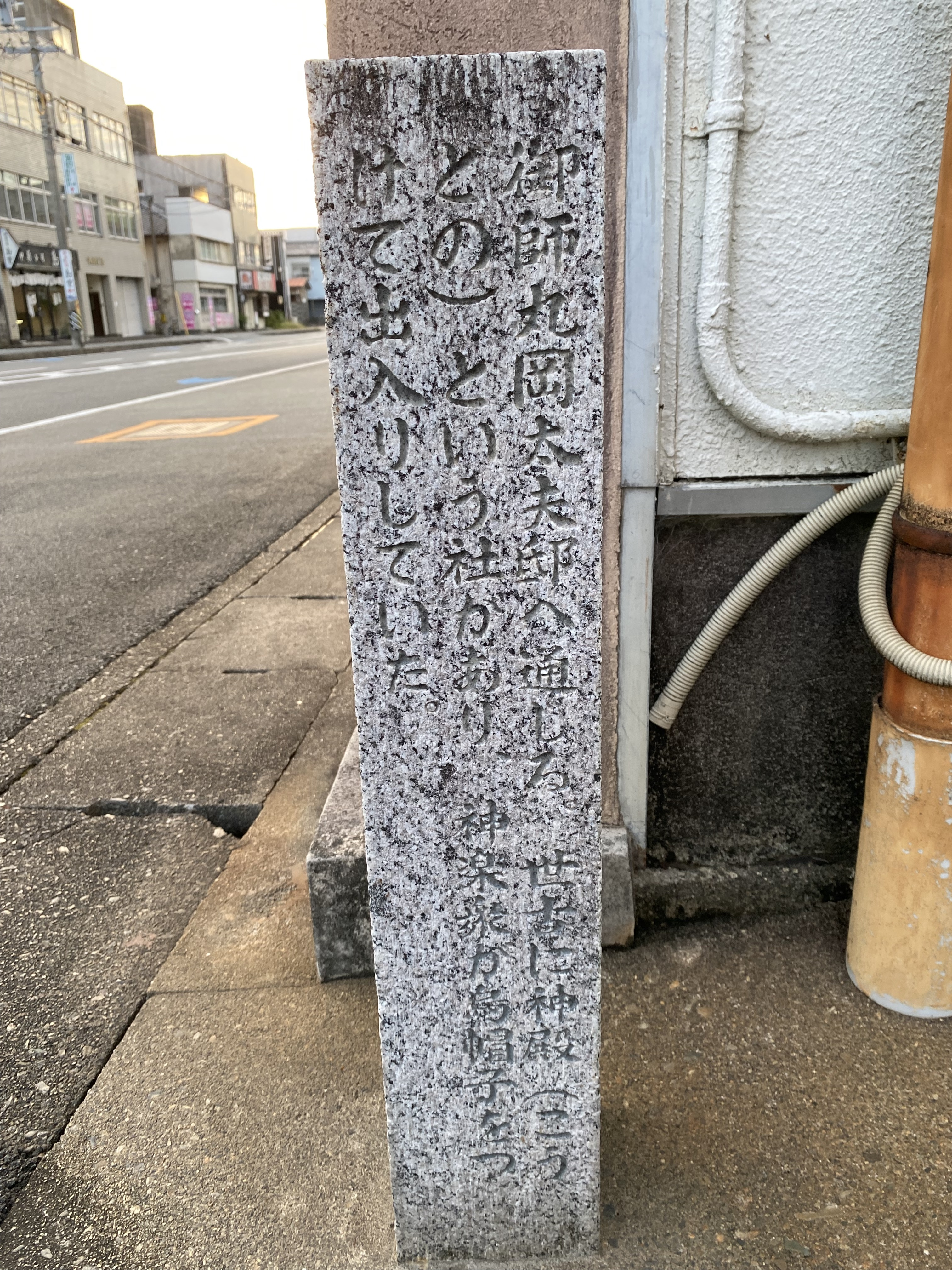
⑦伊勢市にある烏帽子世古3
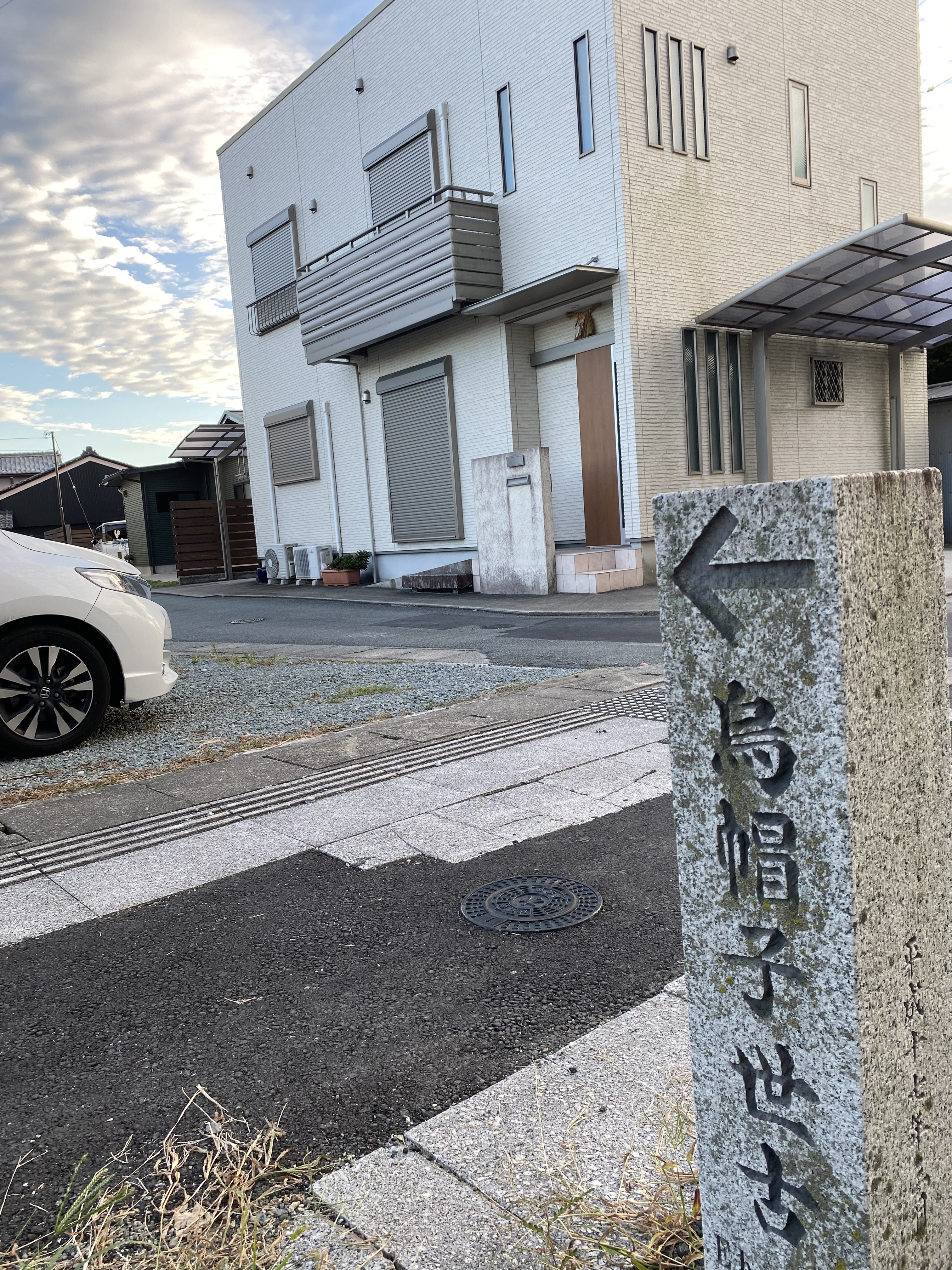
⑦伊勢市にある烏帽子世古4
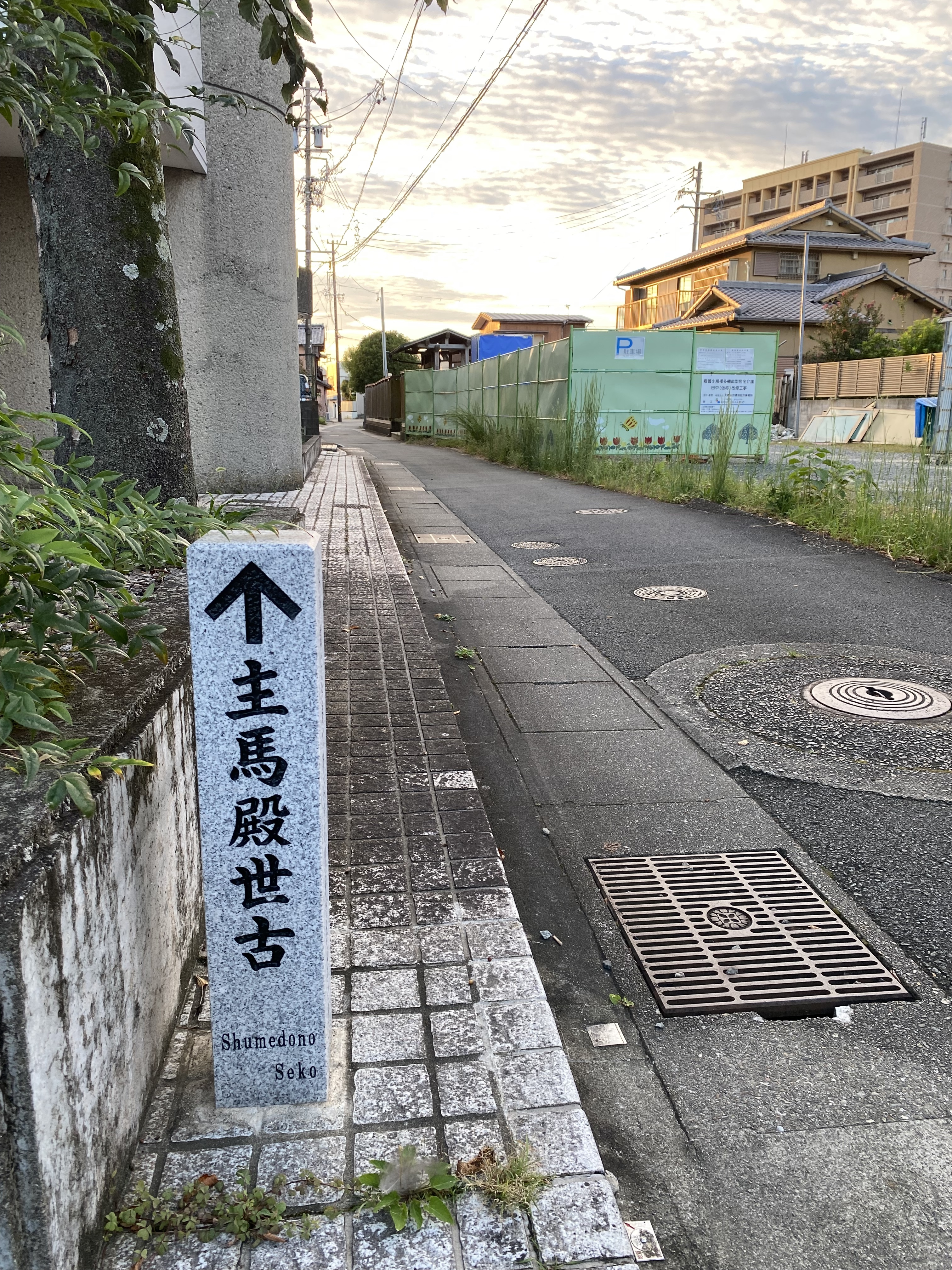
⑨伊勢市にある主馬殿世古
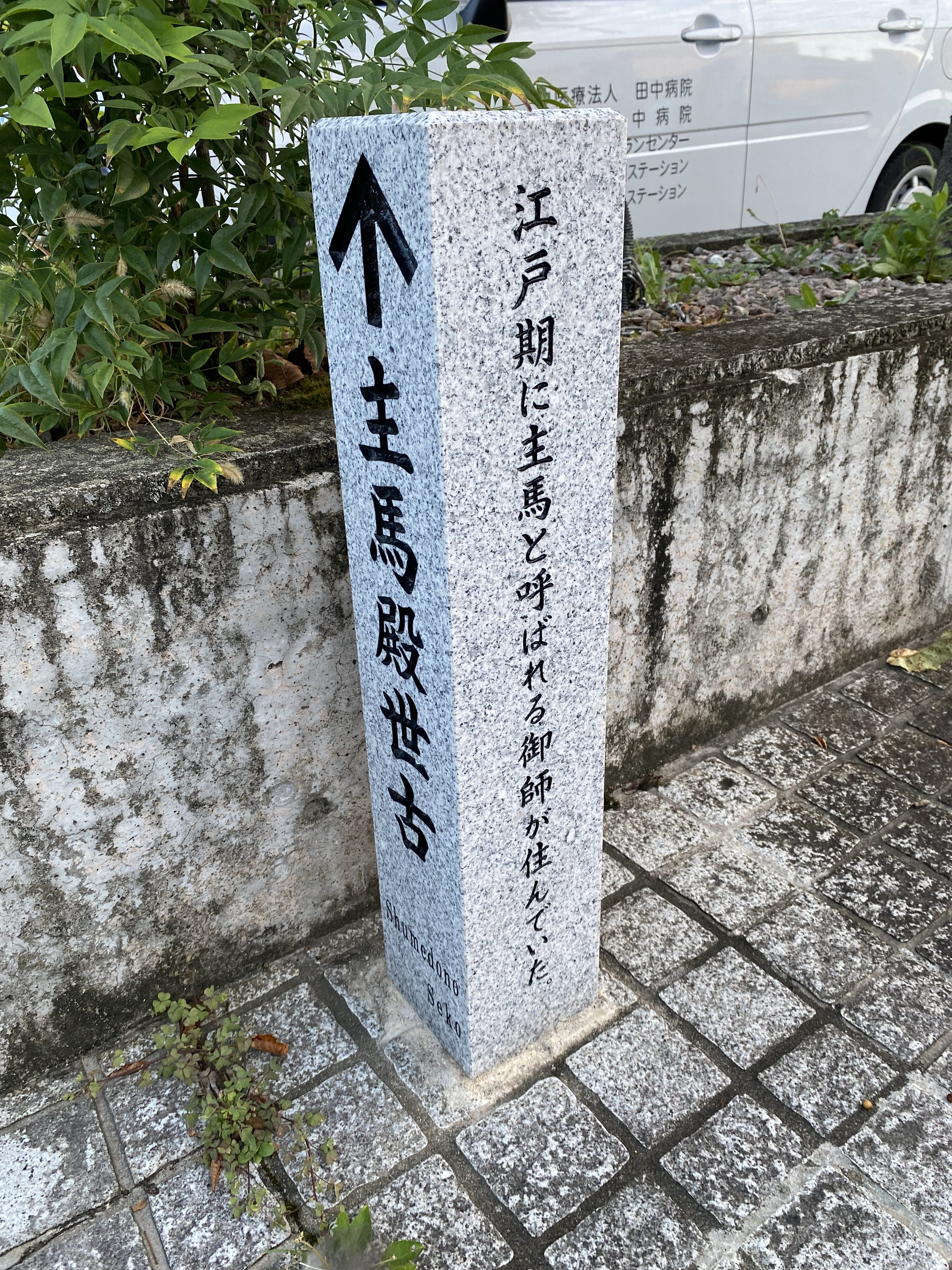
⑨伊勢市にある主馬殿世古2
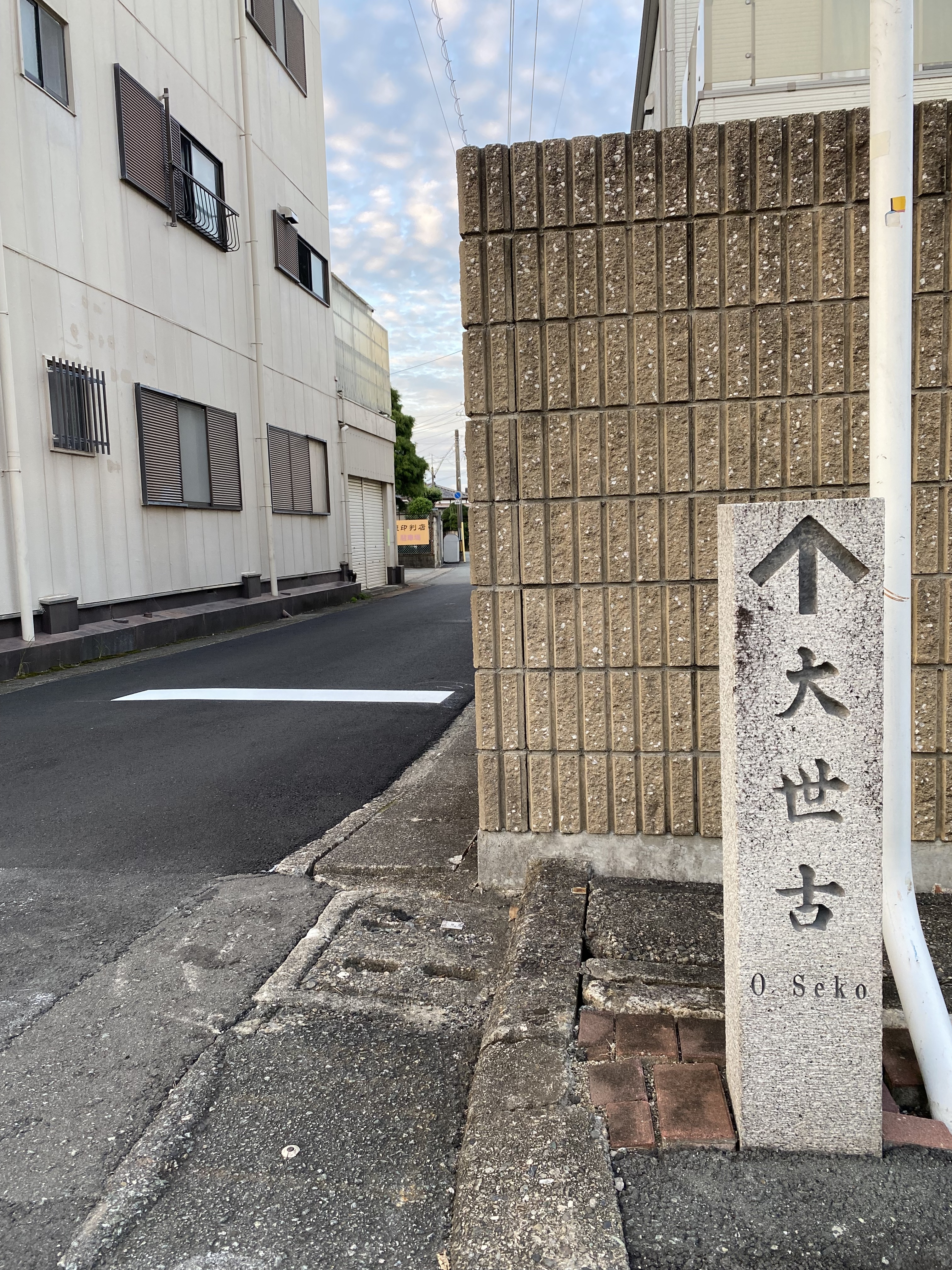
⑩伊勢市にある大世古
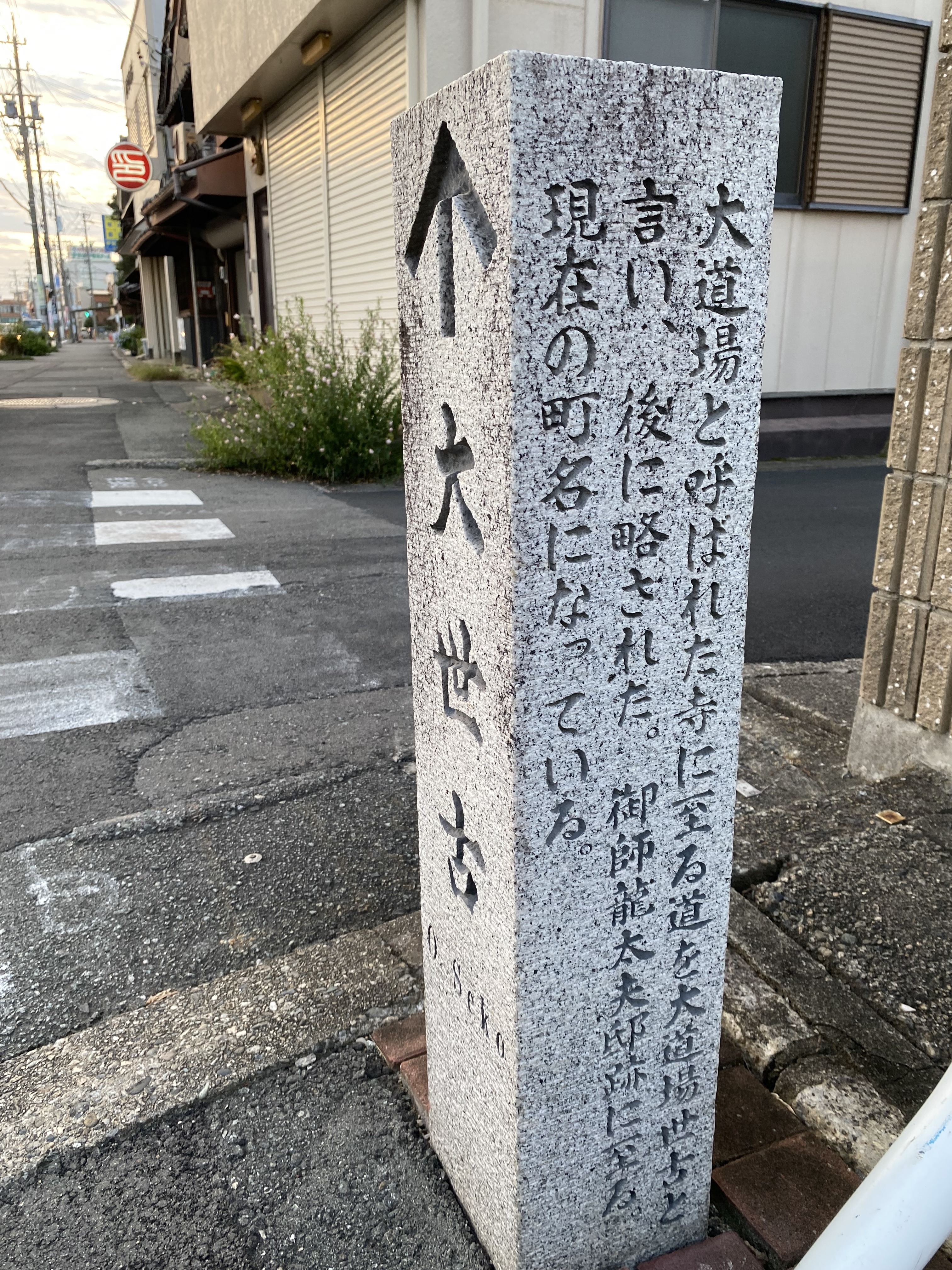
⑩伊勢市にある大世古2
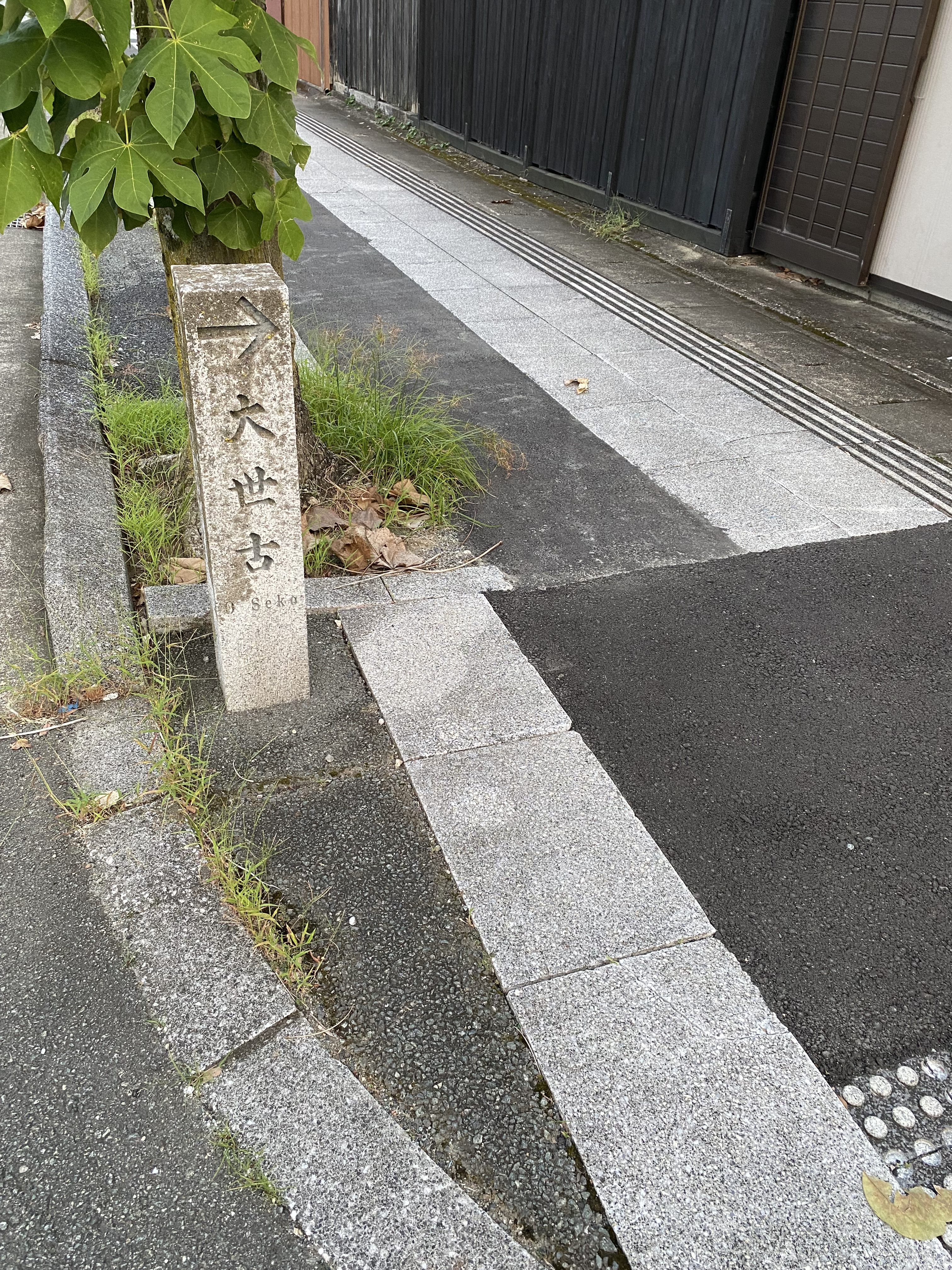
⑩伊勢市にある大世古3